# Trygonoptera galba
Trygonoptera galba  (лат.) — вид рода тригоноптеров семейства короткохвостых хвостоколов отряда хвостоколообразных. Эндемик западного побережья Австралии. Встречается на глубине до 210 м. Тело овальное с вытянутым треугольным рылом, коротким хвостом с хвостовым плавником. Спинные плавники отсутствуют. Ноздри имеют увеличенные доли во внешних выступах и складку кожи в форме юбочки с бахромчатым задним краем между ними. Окраска ровного серого или тёмно-жёлтого цвета, хвостовой плавник более тёмный. Максимальная зарегистрированная длина 39,4 см. Не представляют интереса для коммерческого промысла.

## Таксономия
Первый экземпляр нового вида был добыт экипажем тайваньского судна «Хаи Кунг» зимой 1981 года в ходе проведения испытательного лова у берегов Западной Австралии. Первоначально он был идентифицирован как Trygonoptera "sp. A, а в 2008 году ему было присвоено нынешнее название и сделано научное описание. Голотип представляет собой  взрослого самца длиной 32,8 см, пойманного у Скал Хаутмана (27°55′ ю. ш. 113°13′ в. д.) на глубине 100—183 м. Паратипы: неполовозрелый самец длиной 28,1, см, самки 26,8—29,8 см, пойманные там же, неполовозрелые самец и самка длиной 31,5—33,9 см и неполовозрелый самец длиной 29,9 см, пойманные к юго-западу от Шарк-Бэй на глубине 105—180 м, и самка длиной 39,4 см, пойманная к северу от Скал Хаутмана на глубине 196—210 м. Видовой эпитет происходит от слова лат. galbus — «жёлто-зелёный» и связан с окраской дорсальной поверхности этих скатов.

## Ареал
Trygonoptera galba являются эндемиками прибрежных вод Западной Австралии. Они обитают на сравнительно узком участке континентального шельфа от Шарк-Бэй до Скал Хаутмана и, возможно, Перта на глубине от 100 до 210 м. Они предпочитают песчаное дно. Похожие тригоноптеры обнаружены у Роттнест Айленд и в Большом Австралийском Заливе. Вероятно, они также принадлежат к роду Trygonoptera galba. 

## Описание
Широкие грудные плавники Trygonoptera galba сливаются с головой и образуют диск в виде овала, ширина которого немного превышает длину. Передний край диска слегка изогнут. Мясистое рыло образует тупой угол и не выступает за границы диска. Среднего размера глаза расположены в верхней части диска и широко расставлены, позади глаз имеются брызгальца в виде запятых, хвостик которых расположен в районе середины глаз. Задний край брызгалец заострён. Внешние края ноздрей переходят в широкую и плоскую лопасть. Между ноздрями пролегает кожаный лоскут с бахромчатым задним краем, который свешивается над ртом. Нижняя челюсть скрывает верхнюю, наружный край нижней челюсти покрывают пальцевидные отростки. Дно ротовой полости покрыто восемью или более отростками. Зубы мелкие, с ромбовидными основаниями. Они расположены в шахматном порядке. Центральные зубы заострены, а боковые притуплены. Во рту имеются 19—20 верхних и 22—23 нижних зубных рядов. На вентральной поверхности диска расположены пять пар коротких жаберных щелей.  
Брюшные плавники треугольной формы. У самцов имеются короткие и толстые птеригоподии. Длина хвоста составляет менее 1/8 длины диска. Основание хвоста слегка приплюснуто, к концу хвост сужается, приобретая ланцетовидную форму. Спинные плавники и латеральные складки на хвостовом стебле отсутствуют. На дорсальной поверхности хвоста сразу позади основания расположен крупный зазубренный шип.  Кожа лишена чешуи. Окраска ровного глубокого жёлтого или жёлто-коричневого цвета. Вентральная поверхность белая, иногда края диска темнее, а на брюхе имеются пятнышки. Максимальная зарегистрированная длина 39 см.

## Биология
Trygonoptera galba подобно прочим хвостоколообразным размножаются яйцеживорождением. Длина новорожденных около 16 см. Самцы достигают половой зрелости при длине 33—36 см.

## Взаимодействие с человеком
Эти скаты не представляют интереса для коммерческой рыбной ловли. Интенсивный промысел в их ареале отсутствует. Международным союзом охраны природы присвоил виду статус «Вызывающие наименьшие опасения». 